# Everything Is Love
Everything Is Love (estilizado en mayúsculas como: EVERYTHING IS LOVE) es un álbum de estudio colaborativo de la cantante y Compositora estadounidense Beyoncé y el rapero y Empresario Jay-Z, acreditados conjuntamente como The Carters. Terminado la última presentación en Londres de Beyoncé y Jay-Z con su gira On the Run II Tour, fue lanzado sin previo aviso y promoción el 16 de junio de 2018 por Beyoncé's Parkwood Entertainment y Jay-Z's SC Enterprises, distribuido a través de Sony Music Entertainment y Roc Nation respectivamente. Un lanzamiento exclusivo extendido del álbum se lanzó dos días más tarde en Tidal. El álbum presenta voces adicionales de Quavo y Offset de Migos, Ty Dolla Sign y Pharrell Williams, entre otros. El dúo autoprodujo el álbum con una variedad de colaboradores, incluidos Cool & Dre, Boi-1da y Pharrell.
Everything Is Love recibió excelentes críticas de críticos de música. Comercialmente,fue el primer fracaso de la pareja  debutó en el número dos en el listado Billboard 200 de Estados Unidos, con 123,000 unidades equivalentes, de los cuales 70,000 fueron ventas puras. El álbum cuenta con un sencillo principal  titulado «Apeshit» y un sencillo promocional exclusivo de Tidal «Salud!».

## Antecedentes y lanzamiento

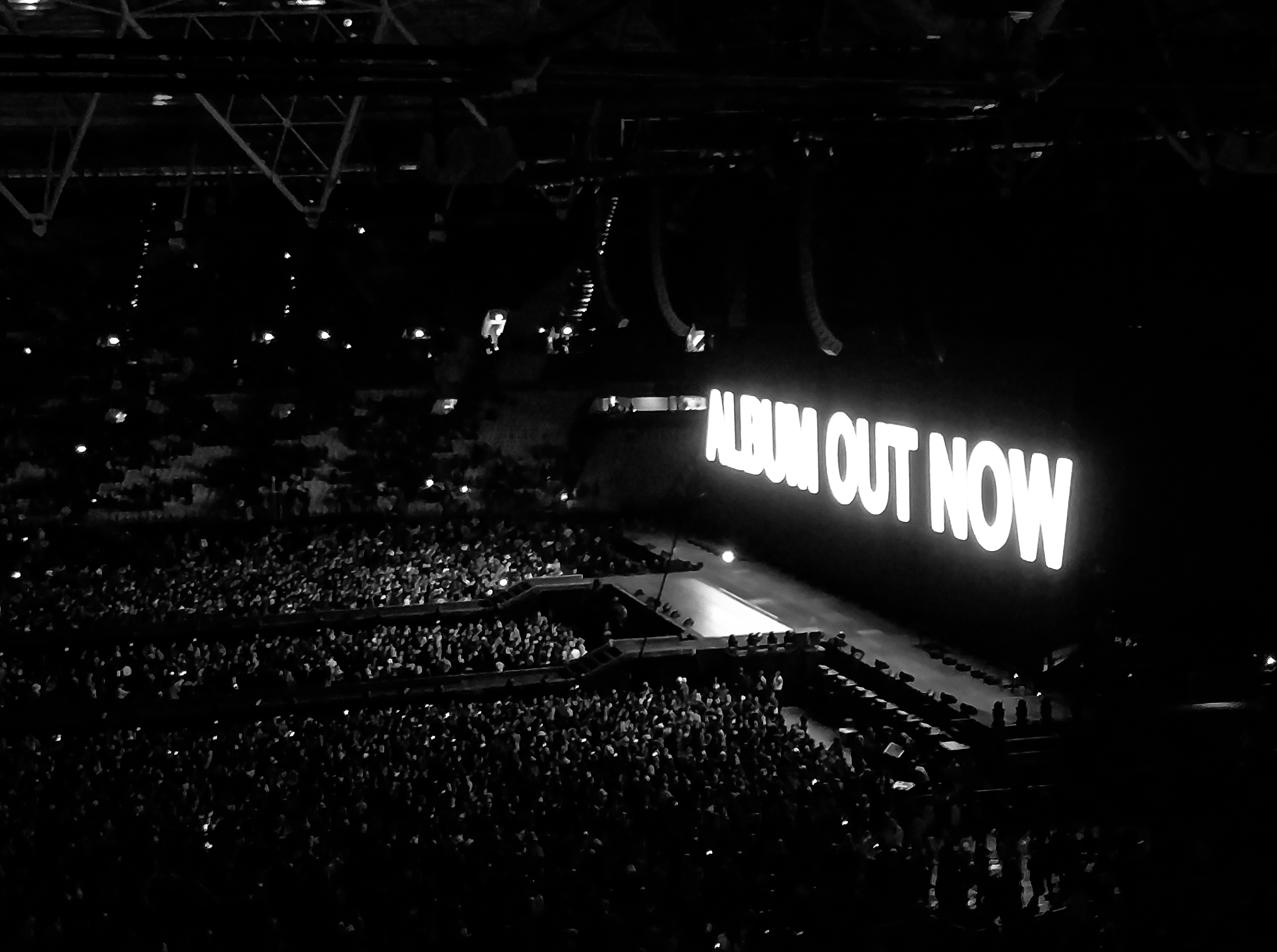
Anuncio de lanzamiento de álbum durante el concierto en Londres de On The Run II

Los planes sobre un lanzamiento conjunto del dúo fueron anunciados por Jay-Z durante una entrevista con The New York Times cuando dijo que él y su esposa usaron «arte casi como una sesión de terapia» para crear nueva música. Sin embargo, dado que también trabajaron en sus álbumes 4:44 y Lemonade, la música de Beyoncé progresó más rápidamente, por lo que el proyecto se detuvo temporalmente. Los rumores sobre el proyecto de colaboración comenzaron en marzo de 2018 cuando el dúo también anunció su gira conjunta.
El 6 de junio de 2018, Beyoncé y Jay-Z se embarcaron en la gira conjunta On the Run II, para la secuela de su gira On the Run, su primera gira de colaboración en 2014. Tras el espectáculo en Londres el 16 de junio de 2018, Everything Is Love fue lanzado en Tidal exclusivamente y de forma inesperada. Posteriormente, el lanzamiento fue compartido en los perfiles de las redes sociales de los artistas apodados como The Carters. El mismo día, el video musical de la segunda canción del álbum, «Apeshit», fue lanzado en el canal oficial de YouTube de Beyoncé. Fue dirigido por Ricky Saiz y filmado en el Museo del Louvre en París. 

## Grabación
La mayoría del álbum fue grabado en la U Arena en París, excepto las canciones «Friends», «Black Effect» y «Salud!» que se grabaron en Kingslanding Studios West en Los Ángeles. Las grabaciones adicionales de «Summer» y «Nice» tuvieron  lugar en The Church Studios en Londres. 
Beyoncé y Jay-Z coprodujeron todas las canciones del álbum, junto a otros productores como Pharrell Williams, Cool & Dre, Boi-1da, Jahaan Sweet, David Andrew Sitek, D'Mile, El Michels, Fred Ball, Illmind, Mike Dean y Nava.

## Lista de canciones
| Edición regular |                  |          |  |
| N.º             | Título           | Duración |  |
| 1.              | «SUMMER»         | 4:45     |  |
| 2.              | «APESHIT»        | 4:25     |  |
| 3.              | «BOSS»           | 4:04     |  |
| 4.              | «NICE»           | 3:54     |  |
| 5.              | «713»            | 3:13     |  |
| 6.              | «FRIENDS»        | 5:44     |  |
| 7.              | «HEARD ABOUT US» | 3:10     |  |
| 8.              | «BLACK EFFECT»   | 5:15     |  |
| 9.              | «LOVEHAPPY»      | 3:49     |  |